# Parupeneus porphyreus
Parupeneus porphyreus là một loài cá biển thuộc chi Parupeneus trong họ Cá phèn. Loài này được mô tả lần đầu tiên vào năm 1903.
P. porphyreus được người Hawaii bản địa gọi với nhiều tên khác nhau, tương ứng với từng giai đoạn trong vòng đời của chúng: ōkūkū (cá con), āhuluhulu (đang lớn) và kūmū (trưởng thành).

## Từ nguyên
Tính từ định danh porphyreus bắt nguồn từ πορφῠ́ρᾱ (porphŭ́rā) trong tiếng Hy Lạp cổ đại có nghĩa là "màu tía", hàm ý đề cập đến màu sắc của loài cá này (mặc dù chúng có màu thực sự là đỏ tía).

## Phân bố và môi trường sống
P. porphyreus là loài đặc hữu của quần đảo Hawaii. Chúng sống gần các ám tiêu trong đầm phá và ngoài khơi, độ sâu đến ít nhất là 140 m.
Đây là một loài cá rạn san hô có giá trị cao ở Hawaii, trước đây đã bị người Hawaii bản địa khai thác. Đã có các ghi nhận về sự suy giảm cục bộ ở một số khu vực. Do đó, P. porphyreus được xếp vào nhóm Loài sắp bị đe dọa.

## Mô tả
Chiều dài cơ thể lớn nhất được ghi nhận ở P. porphyreus là 51 cm. Cá có màu đỏ đến nâu đỏ, đỏ nhạt dần về phía bụng. Cuống đuôi có một đốm trắng hình bán nguyệt, nằm giữa hai đốm màu sẫm, đốm sau sẫm màu hơn. Có một dải sọc màu nâu đỏ viền bởi hai sọc trắng kéo dài từ mõm qua mắt, lên trên đường bên, mờ dần và dày hơn ở phía dưới vây lưng sau. Có một đốm  màu trắng hoặc hồng nhạt ở cuống đuôi, ngay sau là một đốm tương tự màu đen hoặc xám sẫm. Các vây có màu đỏ. Râu cá có màu trắng.
Số gai vây lưng: 8; Số tia vây lưng: 9; Số gai vây hậu môn: 1; Số tia vây hậu môn: 7; Số tia vây ngực: 14–16.

## Sinh thái
P. porphyreus thường hợp thành từng nhóm nhỏ bên dưới các gờ đá, bơi không xa nơi trú ẩn vào ban ngày. Vào ban đêm, P. porphyreus kiếm ăn độc lập trên các mỏm đá và san hô. Thức ăn chủ yếu của chúng là các loài giáp xác tầng đáy và cá, trong đó cá là khẩu phần quan trọng đối với những cá thể lớn. Chúng kiếm ăn nhờ vào cơ quan vị giác ngoài nằm trên bộ râu dưới cằm.
P. porphyreus sinh sản quanh năm, đạt đỉnh điểm là từ tháng 12 đến tháng 7 năm sau, cá cái có thể sinh sản nhiều lần trong năm.

## Cá thiêng của Hawaii
P. porphyreus là một loại lễ vật thường được dâng lên các vị thần trong tôn giáo của người Hawaii bản địa, đặc biệt khi các tư tế yêu cầu cá phải có màu đỏ. Loài cá này thường được sử dụng trong lễ hạ thủy thuyền bè, một số nghi lễ hula, cũng như trong các nghi lễ chuộc tội. P. porphyreus còn là lễ vật dâng tạ ơn bởi những người đã hoàn tất quá trình học tập và đạt đến mức độ thượng thừa trong một bộ môn nghệ thuật, do tên gọi của loài cá này cũng gắn với ý nghĩa là "thầy" hoặc "bậc thầy".
Theo luật lệ kapu cổ xưa của người Hawaii, phụ nữ không được ăn thịt P. porphyreus do màu đỏ của loài cá này có liên quan đến kỳ kinh nguyệt, là thời điểm mà phụ nữ phải sống tách biệt. Cá đang lớn, tức āhuluhulu, được sử dụng trong nghi thức pa‘ina hoʻoku‘u (tưởng niệm tổ tiên aumākua) sau khi tư tế thực hiện lễ giải thoát một người khỏi cái chết.

## Sử dụng
P. porphyreus là mục tiêu khai thác được ưa thích tại Hawaii. P. porphyreus nổi tiếng là cá phèn có thịt ngon nhất ở Hawaii kể từ thời cổ đại, do đó chúng rất được ưa chuộng. Người Hawaii cũng nuôi chúng trong ao để có sẵn mà ăn sau khi uống rượu kava (làm từ rễ của loài hồ tiêu P. methysticum). Cá được nướng, nấu với lá của cây huyết dụ đỏ hoặc ướp ít muối trong 2–3 ngày rồi chế biến theo bất kỳ cách nào.